# Niemiecki Instytut Spraw Polskich

Logo instytutu

Niemiecki Instytut Spraw Polskich, alternatywnie używane tłum.: Niemiecki Instytut Kultury Polskiej (niem. Deutsches Polen-Institut (DPI)) – niemiecki ośrodek informacyjno-badawczy, którego zadaniem jest pogłębianie wzajemnej wiedzy na temat życia społeczno-politycznego i kulturalnego w Polsce i w Niemczech. Założony w 1980 roku w Darmstadt, z inicjatywy m.in. Karla Dedeciusa, w celu poprawy wzajemnych stosunków między Polską a Niemcami.

## Informacje ogólne
Instytut prowadzi badania na temat społeczeństwa, historii, kultury Polski, a także stosunków polsko-niemieckich w kontekście integracji europejskiej. Przedmiotem analiz są również polityka, nauka, opinia publiczna oraz media. Placówka prowadzi działalność promocyjną, kulturalną i publikacyjną. 
Instytut jest finansowany przez kraje związkowe Hesja i Nadrenia-Palatynat, wspólnotę krajów związkowych, Ministerstwo Spraw Zagranicznych Niemiec oraz miasto Darmstadt. Jego dyrektorem jest historyk i politolog prof. Dieter Bingen, natomiast prezydentem jest była przewodnicząca Bundestagu Rita Süssmuth.
Siedziba Instytutu znajduje się w Darmstadt.

## Pola działalności

### Nauka
Zadaniem Instytutu jest stworzenie sieci naukowców różnych dyscyplin, którzy w krajach niemieckojęzycznych zajmują się badaniami dotyczącymi Polski oraz stosunków polsko-niemieckich. Pierwszym rezultatem badań była zorganizowana w 2009 roku konferencja polonoznawcza „Deutsche Polenforschung”, która zgromadziła około 250 naukowców. Poza tym Instytut organizuje regularnie konferencje dla młodych naukowców, zwykle w kooperacji z krajowymi oraz zagranicznymi instytucjami naukowymi.

### Edukacja
Od wielu lat Instytut jest zaangażowany w szkolne projekty. Po wydaniu broszury z materiałami dla uczniów oraz materiałami dydaktycznymi dotyczących Polski oraz stosunków polsko-niemieckich, ukazał się podręcznik do nauki języka polskiego jako obcego. Instytut prowadzi także szkolenia dla nauczycieli.

### Kultura i opinia publiczna
Priorytet upowszechniania kultury polskiej zapisany jest w roczniku Jahrbuch Polen. To założenie realizowane jest w formie eseistycznej oraz literackiej. Program Instytutu wypełniają w spotkania autorskie, wystawy, dyskusje, wykłady, które odbywają się w Darmstadt oraz w innych miejscach.

### Polityka oraz media
Instytut przesyła co dwa tygodnie newsletter. Poza tym organizuje warsztaty z parlamentarzystami.

### Biblioteka i zbiory
Instytut dysponuje największą w Niemczech specjalistyczną biblioteką ze zbiorami dotyczącymi historii i współczesności Polski, a także stosunków polsko-niemieckich.

### Wsparcie młodych badaczy
Instytut funduje stypendia naukowe obejmujące kilkutygodniową pracę nad własnymi zbiorami. Uzupełnieniem oferty dla osób młodych jest interdyscyplinarna akademia letnia, konferencje dla młodych naukowców, a także możliwość odbywania praktyk.